# Niebla (película)
Niebla (Hangul: 해무, Haemoo) es una película surcoreana de 2014 dirigida por Shim Sung-bo. La película es una adaptación de la obra teatral de 2007 Haemoo, que está a su vez basada en la historia real de 25 inmigrantes ilegales coreano-chinos que se asfixiaron hasta la muerte en el tanque de almacenamiento del barco de pesca Taechangho; sus cuerpos fueron arrojados por la tripulación del barco al suroeste de mar de Yeosu el 7 de octubre de 2001.
Fue seleccionada como película representante de Corea del Sur para la Mejor película de habla no inglesa en los 87.os Premios de la Academia y para los 72 º Premios Globo de Oro, pero no fue nominada.

## Sinopsis
El barco pesquero de 69 toneladas Jeonjinho no captura tanto pescado como su tripulación había esperado. Para ganar más dinero, la tripulación decide llevar treinta inmigrantes ilegales a Corea. Pero las cosas no van según lo planeado cuando el Jeonjinho encuentra niebla densa, lluvia y olas en su viaje de regreso, mientras también es perseguido por un barco de la Policía marítima de Corea del Sur. Bajo las órdenes del capitán, varios miembros de tripulación esconden a los inmigrantes ilegales dentro del tanque de pesca, donde corren peligro de muerte por asfixia. Entre el caos, el miembro de tripulación más joven, Dong-sik intenta proteger una joven inmigrante de quien se ha enamorado.

## Reparto
- Kim Yoon-seok como Capitán Kang Cheol-joo.
- Park Yoochun como Dong-sik.
- Lee Hee-joon como Chang-wook.
- Moon Sung-keun como Ingeniero jefe Wan-ho.
- Kim Sang-ho como Contramaestre Ho-young.
- Yoo Seung-mok como Kyung-goo.
- Han Ye-ri como Hong-mae.
- Jung En-gi como Oh-nam.
- Kim Young-woong como Gil-soo.
- Jo Kyung-sook como Yul Nyeo.
- Ye Soo-jung como la abuela de Dong-sik.
- Park Moo-young como la esposa del capitán Kang Cheol-joo.
- Yeom Hye-ran como la esposa del dueño del barco pesquero.
- Yoon Je-moon como el jefe Kim (aparición especial).[8]

## Producción
Niebla es el primer largometraje dirigido por Shim Sung-bo, quién coescribió el guion de Salinui chueok (conocida también como Crónica de un asesino en serie o
Memorias de un asesino) dirigida Bong Joon-ho. Bong es el productor de esta película.
Kim Yoon-seok fue elegido para el papel del capitán del barco en junio de 2013. A Song Joong-ki se le ofreció protagonizar la película junto con Kim, pero tuvo que rechazar el papel cuando recibió sus documentos de alistamiento para el servicio militar obligatorio. El cantante de K-Pop y actor Park Yoo Chun fue elegido en su lugar en agosto de 2013, en su debut en la pantalla grande. El rodaje empezó el 6 de octubre de 2013, con localizaciones en Masan, Goyang, Busan y Ulsan, y acabó el 6 de marzo de 2014.
Con un presupuesto de10 millones de dólares estadounidenses, la película fue ofrecida para preventas en el Mercado de cine americano en noviembre de 2013. La primera rueda de prensa oficial fue el 1 de julio de 2014.

## Recaudación
Niebla se estrenó en Corea del Sur el 13 de agosto de 2014. Llegó a las 1,084,375 entradas vendidas una semana más tarde.

## Recepción crítica
The Hollywood Reporter describió la película como "Una potencial fascinante pesadilla enturbiada por las concesiones a las convenciones de los blockbuster." Elogió la cinematografía de Hong Kyung-pyo y  el diseño de producción de Lee Ha-joon como "Efectivo para destacar las diferencias entre las tierra vasta y fría del puerto y los despiadados entornos del mar y del reducido interior del barco de pesca," pero criticó la falta de sutileza y reflexión del director Shim Sung-bo, "con Haemoo adoptando muchas de las convenciones tanto de la épica de catástrofes y como del drama de venganza, y  la sobre-dependencia de un romance marítimo central."
Variety escribió, "Transformando una tragedia real sobre el tráfico humano a un comentario sobre desigualdad social y el coste de supervivencia, Haemoo dramatiza un sufrimiento brutal cargado de tensión. Producido y co-escrito por el autor coreano internacionalmente reconocido Bong Joon-ho (Snowpiercer, The Host) este debut directivo de Shim Sung-bo imita la visión cínica de la naturaleza humana característica de Bong , pero a los personajes les falta dimensionalidad  y profundidad psicológica."

## Estreno internacional
Niebla hizo su debut internacional en el Festival Internacional de cine de Toronto de 2014. También estuvo invitada a los siguientes:
- 2014 Toronto Festival de cine Internacional
- 2014 Festival de cine Internacional de Vancouver
- 2014 Festival de cine Internacional San Sebastián
- 2014 Festival de cine Internacional de Taoyuan
- 2014  Festival de cine Internacional de Busan
- 2014 Fantastic Fest
- 2014 Festival de Cine coreano en París
- 2014 Festival de cine Internacional de Hawáii
- 2014  Festival de cine asiático de Hong Kong
- 2014 Festival de cine Internacional de Estocolmo
- 2014 Festival de cine coreano de Londres
- 2014  Festival del Instituto americano de cine
- 2014 Festival Cinema One Originals de Filipinas. Bajo la categoría de Gema asiática
- 2014 Festival de cine Internacional Mar del Plata
- 2014 Madrid Premiere Week
- 2014  Festival de cine de Noches Negras de Tallin
- 2014 Festival de cine Internacional  Marrakech l
- 2014 Filmasia Festival en Praga
- 2014 Festival de cine Internacional de Dubái
- 2015 Festival de cine Internacional de Palm Springs
- 2015 Fantasporto,  Festival de cine Internacional de Oporto
- 2015 Festival de cine Internacional de Santa Bárbara
- 2015 Celebración anual de la Ciudad de Waimea
- 2015  Nuevos Directores/Festival de Nuevas Películas en la Ciudad de Nueva York
- 2015  Festival de cine coreano de Florencia en Italia
- 2015 Festival de cine Fantástico Internacional de Bruselas
- 2015 Festival de cine Thriller Internacional de Beaune
- 2015 Art Film Fest en Eslovaquia

Los derechos de la película fueron pre-vendidos en el  Mercado de cine de Cannes a Taiwán, Hong Kong, Singapur, Japón y Francia. Su estreno en Japón estuvo planificado para principios de 2015 mientras Taiwán y Singapur estrenaron la película a finales de 2014.

## Premios y nombramientos
| Año  | Premio                                                                 | Categoría                                         | Recipient                  | Resultado |
| ---- | ---------------------------------------------------------------------- | ------------------------------------------------- | -------------------------- | --------- |
| 2014 | 34.º Festival de cine Internacional de Hawái                           | Orquídea dorada para mejor largometraje narrativo | Niebla                     |           |
| 2014 | 34.ª Premios de la Asociación coreana de Críticos de cine              | Mejor actor revelación                            | Park Yoo chun              |           |
| 2014 | 51.ª Premios Grand Bell                                                | Mejor actriz secundaria                           | Han Ye-ri                  |           |
| 2014 | 51.ª Premios Grand Bell                                                | Mejor director novel                              | Shim Sung-bo               |           |
| 2014 | 51.ª Premios Grand Bell                                                | Mejor actor revelación                            | Park Yoochun               |           |
| 2014 | 51.ª Premios Grand Bell                                                | Mejor Cinematografía                              | Hong Kyung-pyo             |           |
| 2014 | 51.ª Premios Grand Bell                                                | Mejor iluminación                                 | Kim Chang-ho               |           |
| 2014 | 15.ºPremios de Críticos de cine de Busan                               | Mejor director novel                              | Shim Sung-bo               |           |
| 2014 | 15.ºPremios de Críticos de cine de Busan                               | Mejor actor revelación                            | Park Yoochun               |           |
| 2014 | 4.º Premios Beautiful Artists SACF                                     | Mejor actor revelación                            | Park Yoochun               |           |
| 2014 | 35.º Premios de cine Dragón                                            | Mejor actriz secundaria                           | Han Ye-ri                  |           |
| 2014 | 35.º Premios de cine Dragón                                            | Mejor director novel                              | Shim Sung-bo               |           |
| 2014 | 35.º Premios de cine Dragón                                            | Mejor actor revelación                            | Park Yoochun               |           |
| 2014 | 35.º Premios de cine Dragón                                            | Mejor guion                                       | Shim Sung-bo, Bong Joon-ho |           |
| 2014 | 35.º Premios de cine Dragón                                            | Mejor Cinematografía                              | Hong Kyung-pyo             |           |
| 2014 | 35.º Premios de cine Dragón                                            | Mejor iluminación                                 | Kim Chang-ho               |           |
| 2014 | 35.º Premios de cine Dragón                                            | Mejor dirección artística                         | Lee Ha-jun                 |           |
| 2014 | Premios Star Night Showbiz (Asociación de Actores de cine de la Corea) | Premio de Estrella popular                        | Park Yoochun               |           |
| 2014 | 1.ª Premios de la Asociación coreana de Productores                    | Mejor Cinematografía                              | Hong Kyung-pyo             |           |
| 2015 | 6.º Premios de cine KOFRA                                              | Mejor actor revelación                            | Park Yoo Chun              |           |
| 2015 | 10.º Premios de cine Max                                               | Mejor actor                                       | Park Yoochun               |           |
| 2015 | 10.º Premios de cine Max                                               | Mejor actriz secundaria                           | Han Ye-ri                  |           |
| 2015 | 10.º Premios de cine Max                                               | Mejor actor revelación                            | Park Yoochun               |           |
| 2015 | 10.º Premios de cine Max                                               | Mejor tráiler                                     | Niebla                     |           |
| 2015 | 10.º Premios de cine Max                                               | Mejor póster                                      | Niebla de mar              |           |
| 2015 | 20.º Premios de cine Chunsa                                            | Mejor actriz secundaria                           | Han Ye-ri                  |           |
| 2015 | 20.º Premios de cine Chunsa                                            | Premio técnico                                    |                            |           |
| 2015 | 9.ª Premios de cine asiático                                           | Mejor actriz secundaria                           | Han Ye-ri                  |           |
| 2015 | 51.º Premios de las Artes Baeksang                                     | Mejor actriz secundaria                           | Han Ye-ri                  |           |
| 2015 | 51.º Premios de las Artes Baeksang                                     | Mejor Actor Revelación                            | Park Yoochun               |           |
| 2015 | 51.º Premios de las Artes Baeksang                                     | Mejor Guion                                       | Shim Sung-bo, Bong Joon-ho |           |
| 2015 | 24.º Premios de cine Buil                                              | Mejor Actriz Secundaria                           | Han Ye-ri                  |           |
| 2015 | 24.º Premios de cine Buil                                              | Mejor Actor Revelación                            | Park Yoo Chun              |           |
| 2015 | 24.º Premios de cine Buil                                              | Mejor Cinematografía                              | Hong Kyung-pyo             |           |
| 2015 | 24.º Premios de cine Buil                                              | Mejor dirección artística                         | Lee Ha-jun                 |           |